# Y Yo Sigo Aquí
„Y Yo Sigo Aqui” este un cântec al interpretei mexicane Paulina Rubio. Acesta fost compus de Marcello Azevedo și Estéfano pentru cel de-al cincilea material discografic de studio al artistei, Paulina. „Y Yo Sigo Aqui” a fost lansat ca cel de-al treilea single al albumului la începutul anului 2001. 
Cântecul a devenit unul dintre cele mai cunoscute piese ale artistei, ocupând locul 1 în peste treizeci de țări timp de peste douăzeci de săptămâni. Înregistrarea beneficiază și de o versiune în limba engleză, intitulată „I'll Be Right Here (Sexual Lover)”. Aceasta a fost inclusă pe albumul Border Girl și a fost lansat la nivel mondial ca cel de-al treilea single al respectivului material. „I'll Be Right Here (Sexual Lover)” a urcat până pe locul 1 în Rusia, însă nu a obținut alte clasări notabile.

## Clasamente
| Clasament                           | Poziția maximă   | Referință        |
| „Y Yo Sigo Aqui”                    | „Y Yo Sigo Aqui” | „Y Yo Sigo Aqui” |
| ----------------------------------- | ---------------- | ---------------- |
| Argentina Singles Chart             | 1                | [ 3 ]            |
| Brasil Hot 100                      | 1                | [ 6 ]            |
| China Singles Chart                 | 1                | [ 3 ]            |
| Columbia Singles Chart              | 1                | [ 3 ]            |
| Philippines Singles Chart           | 1                | [ 3 ]            |
| Finland Singles Chart               | 1                | [ 7 ]            |
| France Singles Chart                | 1                | [ 3 ]            |
| Italy Singles Chart                 | 1                | [ 3 ]            |
| Malaysia Singles Chart              | 1                | [ 3 ]            |
| Mexic Singles Chart                 | 1                | [ 3 ]            |
| Taiwan Singles Chart                | 1                | [ 3 ]            |
| Puerto Rico Singles Chart           | 1                | [ 3 ]            |
| Billboard Hot Latin Songs           | 3                | [ 8 ]            |
| Billboard Latin Pop Airplay         | 2                | [ 8 ]            |
| Billboard Latin Tropical Airplay    | 6                | [ 8 ]            |
| „I'll Be Right Here (Sexual Lover)” |                  |                  |
| Rusia Singles Chart                 | 1                | [ 5 ]            |